# Zdeněk Švestka
Zdeněk Švestka (30. září 1925, Praha – 2. března 2013, Bunschoten, Nizozemsko) byl český astronom, který se zabýval výzkumem Slunce a slunečních protuberancí.

## Život a působení
Za německé okupace byl totálně nasazen, maturoval až roku 1945 a studoval pak astronomii a teoretickou fyziku na Univerzitě Karlově v Praze. Roku 1949 promoval, ale již předtím pracoval na Ondřejovské hvězdárně. Se skupinou otevřel nový obor výzkumu – sluneční fyziku – a roku 1956 se stal vedoucím Slunečního oddělení Astronomického ústavu ČSAV. Jejich vícekanálový sluneční spektrograf poskytoval časově rozvinutá spektra slunečních erupcí, která Švestka fyzikálně interpretoval. Komplexním výzkumem Slunce v optickém a rádiovém oboru spektra se tým zapojil do Mezinárodního geofyzikálního roku 1957/58 a roku 1961 byl vyznamenán Státní cenou.
Roku 1964 byl Zdeněk Švestka zvolen prezidentem komise pro výzkum Slunce Mezinárodní astronomické unie (IAU) a v roce 1967 společně s nizozemským astronomem Cornelisem de Jagerem založil časopis Solar Physics, jehož byl pak výkonným redaktorem až do roku 2005. Obhájil titul DrSc. a habilitoval se na UK, ale po invazi vojsk odjel roku 1969 se ženou do Nizozemska. Pracoval v Centru pro kosmický výzkum a technologie ESTEC (ESA) v Nordwijku, na Freiburské univerzitě a ve firmě American Science and Engineering v Cambridge (USA). Zde se podílel na vývoji rentgenového teleskopu pro výzkum Slunce pro kosmickou stanici Skylab. Roku 1977 se vrátil do Utrechtu, kde pracoval v oddělení pro kosmický výzkum Slunce, a i když roku 1990 odešel do důchodu, do roku 2005 ještě působil na Kalifornské univerzitě v San Diegu.

## Dílo a ocenění
Profesor Švestka publikoval 350 prací, s téměř 3200 citacemi a Hirschovým indexem 30 patří mezi nejúspěšnější české astronomy.
- 1968: Cena Guggenheimových za astronautiku
- 1995: Zlatá medaile AV ČR,
- 1995: čestný člen Učené společnosti ČR[2]
- 2008: planetka, kterou na hvězdárně Kleť objevili 30. března 1998 Miloš Tichý a Zdeněk Moravec nese označení (17805) Švestka[3][4]
- 2002: Nušlova cena České astronomické společnosti